# Vascoveiro
Vascoveiro é uma freguesia portuguesa do município de Pinhel, com 17,81 km² de área e 156 habitantes (censo de 2021). A sua densidade populacional é 8,8 hab./km².

## Demografia
A população registada nos censos foi:
| Distribuição da População por Grupos Etários | Distribuição da População por Grupos Etários | Distribuição da População por Grupos Etários | Distribuição da População por Grupos Etários | Distribuição da População por Grupos Etários |
| -------------------------------------------- | -------------------------------------------- | -------------------------------------------- | -------------------------------------------- | -------------------------------------------- |
| Ano                                          | 0-14 Anos                                    | 15-24 Anos                                   | 25-64 Anos                                   | > 65 Anos                                    |
| 2001                                         | 23                                           | 38                                           | 103                                          | 60                                           |
| 2011                                         | 17                                           | 15                                           | 84                                           | 70                                           |
| 2021                                         | 11                                           | 13                                           | 69                                           | 63                                           |

## Património
- Necrópole medieval do Vascoveiro
- Capela de Santa Bárbara
- Cruzeiro (Largo do Enchido)
- Igreja Matriz de Vascoveiro

## Pontos de Interesse
- Barragem de Vascoveiro